# Robert Michael
Robert Ashley Michael é um historiador norte-americano, professor emérito de História da Europa na Universidade de Massachusetts Dartmouth, onde tem ensinado sobre o Holocausto há mais de 30 anos. É autor de mais de 50 artigos e 11 livros sobre o Holocausto e a História do antissemitismo. 
Em 1997 ele recebeu o Prêmio James Harvey Robinson da "American Historical Associations" pela "mais notável contribuição para o ensino e a aprendizagem sobre história." Reside em Tennessee com sua esposa, a escritora Susan Michael.